# Gambelia (animal)
Gambelia es un género de lagartos de la familia Crotaphytidae. Se distribuyen por el oeste de Estados Unidos y el norte de México.

## Especies
Listadas alfabéticamente:
- Gambelia copeii (Yarrow, 1882)
- Gambelia sila (Stejneger, 1890)
- Gambelia wislizenii (Baird & Girard, 1852)